# Bug-out bag

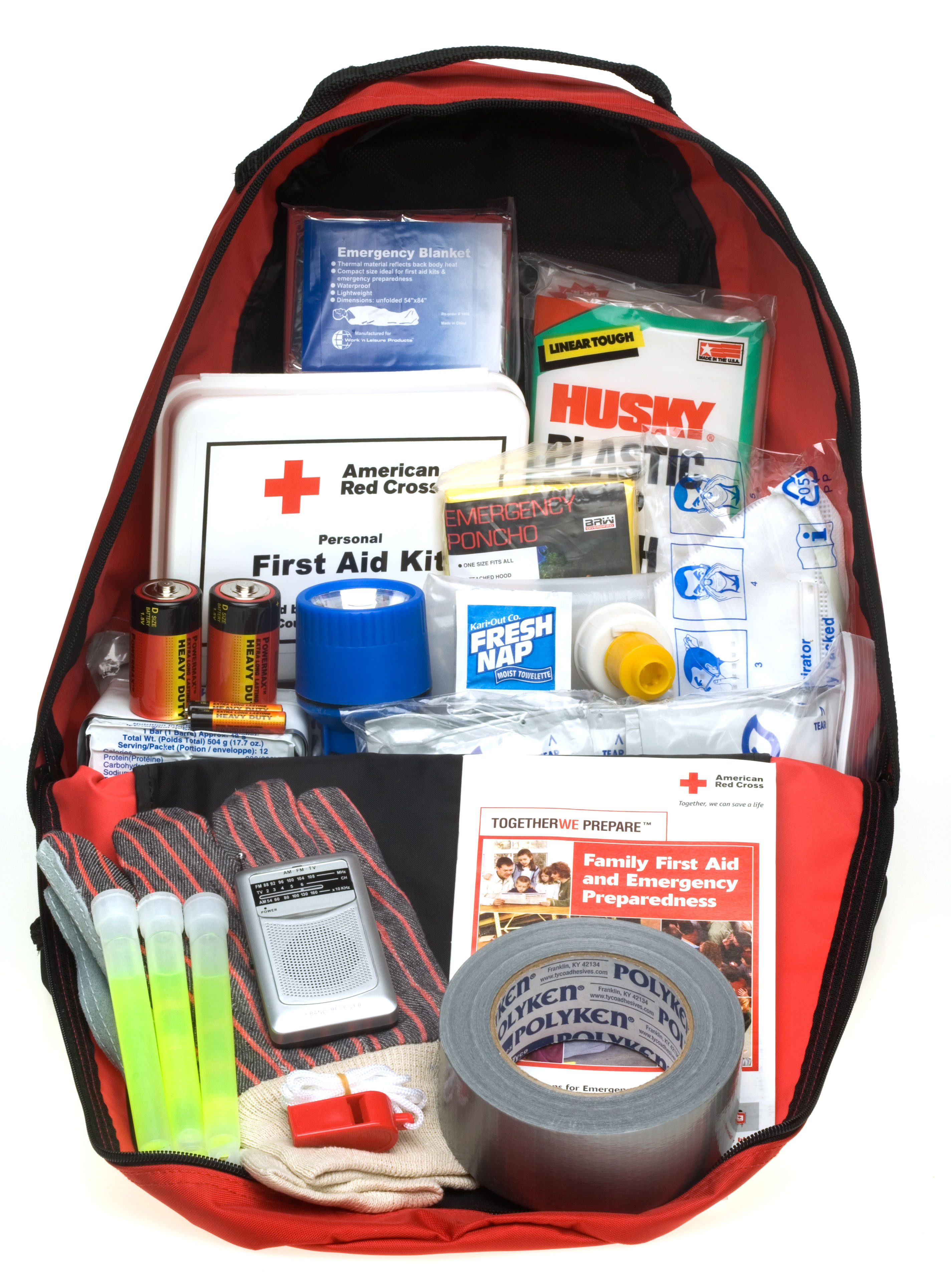
En väska från Röda Korset

En bug-out bag (BOB) är en väska som fylls med nödvändigheter för att lättare kunna överleva i 72 timmar till exempel i en nödsituation. Den kan innehålla
- vatten
- mat (matfett, torkat kött, choklad, salt)
- kläder
- skydd (tält eller presenning)
- första hjälpen
- utrustning (regnskydd, verktyg för att göra upp eld, tillbehör för matlagning, ljus, överlevnadskniv, liten yxa, ficklampa, karta, kompass)

Det finns tre syften med en bug-out bag:
- Att snabbt kunna lämna sin bostad i händelse av kris. Väskan är redan packad.
- Den trygghet man kan känna av att ha allt det viktigaste som behövs för överlevnad i en enda väska.
- Säkerhet - man kan klara sig i de flesta lägen i 72 timmar tack vare en bug out bag.

Lämplig storlek för en bug-out bag är 35 liter eller något större.